# Jama (istenség)
Jama vagy Jamarádzsa (szanszkrit:यम, यमराज ; nyugati átírással Yama, Yamaraja) hindu félisten, a halál és az alvilág ura. A zoroasztrizmus Zend-Avesztájában Jima (Yima) néven ismert. A kelet-ázsiai vallásokban és a buddhizmusban is ismert mint a pokol ura és a holtak bírája. A buddhizmusban több vonatkozásban Mára lép a helyébe.
A Rigvédában az első ember megfelel a zend Jimának, akit a későbbi párszik a hőskori királyok közé számítanak. A Védákban ő hal meg először és mutatja meg az embereknek az alvilágba vezető utat, ezért a hinduizmus vallásos rendszerében az alvilág istenévé és a holtak bírájává lett.
A Kartha upanisadban Jama a legfőbb tudás birtokosa. A posztvédikus mitológiában viszont az alvilág bírája és a holtak büntetője.
A küldöttei vonszolják a megkötözött lelkeket az alvilágba, a bírói széke elé. A lélek (átman, dzsíva) a tettei (karma) szerint megítéltetik és megkapja büntetését.
Gyakran emberfőkből készített nyakékekkel és eltorzult arcvonásokkal, több karral, fekete bivalyon ülve, néha fáklyával és mérleggel a kezében ábrázolják. A Mahábháratában vörös ruhát viselő, ragyogó szemű alak, aki kötélhurkot tart a kezében, amellyel megkötözi a holtak lelkeit.

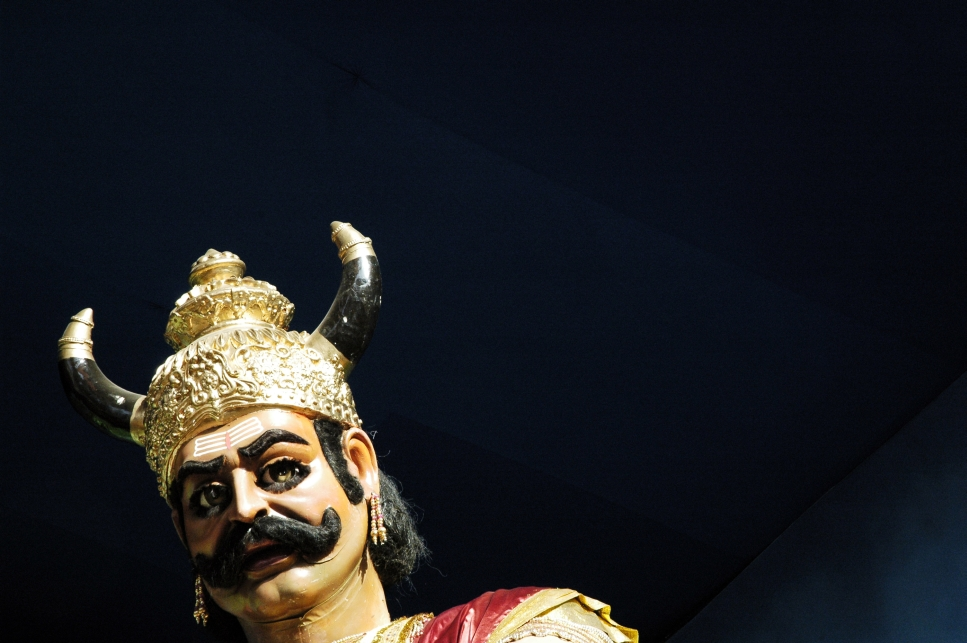
Jama egy indiai ábrázolása

## Fordítás
- Ez a szócikk részben vagy egészben  a   Yama című angol Wikipédia-szócikk fordításán alapul.  Az eredeti cikk szerkesztőit annak laptörténete sorolja fel. Ez a jelzés csupán a megfogalmazás eredetét és a szerzői jogokat jelzi, nem szolgál a cikkben szereplő információk forrásmegjelöléseként.